# بولفينية (فصيلة)
البولفينية (الاسم العلمي: Paulowniaceae) هي فصيلة من النباتات تتبع رتبة الشفويات من طائفة ثنائيات الفلقة.

## أجناس
- البولفينية
- البرنديسية
- الوايتية